# Лісовий Микола Михайлович
Микола Михайлович Лісовий (нар. 25 березня 1968, с. Коврай Другий, Золотоніський район, Черкаська область) — український ентомолог, вчений-агроном, доктор сільськогосподарських наук (2010 р.)

## Життєпис
Закінчив Київський національний аграрний університет (нині Національний університет біоресурсів і природокористування України) за спеціальністю «Вчений агроном по захисту рослин» (1993 р.).
З 1998 року працював в Інституті захисту рослин УААН. У 2002—2003 роках обіймав посаду «Завідувач відділу стійкості сільськогосподарських культур до шкідників». З 2003 року входить до президії УААН. У 2008—2010 роках провідний науковий спеціаліст Інституту, у 2010—2011 роках обіймає посаду заступника директора з наукової роботи Інституту рису НААНУ (с. Антонівка Скадовського району Херсонської області), у 2011—2012 роках — директор Чернігівського інституту агропромислового виробництва НААНУ (с. Прогрес Козелецького району). З 2012 року працює у Національному університеті біоресурсів і природокористування України (м. Київ), де з 2014 року обіймає посаду «Завідувач кафедри агробіотехнології», у 2016—2020 роках — професор кафедри молекулярної біології, мікробіології та біобезпеки, з 2020 року й по теперішній час — професор кафедри екобіотехнології та біорізноманіття.

### Наукова діяльність
У 2009 року Микола Михайлович захистив кандидатську дисертацію на тему «Шляхи підвищення ефективності ентомофагів основних шкідників гороху в Лісостепу України», 2010 року захистив докторську дисертацію на тему «Екологічні особливості видового стану етномологічного біорізноманіття агроландшафтів лісостепу України». Приймає активну участь у розробці та нормативній діяльності у сферах землеробства, охорони ґрунтів, сільськогосподарської мікробіології, збереження біорізноманіття та ін. Бере участь у виконанні науково-технічних програм, розробок, проектів,   які виконувалися на замовлення Національної академії аграрних наук України, Мінагрополітики України, Міністерства освіти і науки України, Міністерства охорони навколишнього природного середовища України.
Микола Лісовий є членом редколегії наукових журналів: «Агроеколічний журнал» та «Biological Systems: Theory and Innovation» («Біологічні системи: теорія та інновації»)
Микола Михайлович Лісовий є автором та співавтором понад 225 друкованих праць, серед них 6 монографій.

### Наукові публікації
- The usage of marker traits in plants for evaluation of resistance of the winter wheat to pest insects / M. P. Lisovoi, N. M. Lesovoy, G. I. Vasechko // Archives of Phytopathology and Plant Protection. — Volume 38. — 2005. — Issue 2. — pp. 123-127.
- Estimation of the effi ciency of applying nanocomposites as environmentally safe nanofertilizers to stimulate biometric indices of agricultural crops / M. V. Savchuk, M. F. Starodub, C. Bisio, M. Guidotti, M. M. Lisovyy // Agricultural Science and Practice. — 2018. — Vol. 5. — № 2. — pp. 64-76.
- Зниження біорізноманіття ентомокомплексів у агроландшафтах України / М. М. Лісовий, В. М. Чайка, А. А. Міняйло, М. З. Мухаммед // Агроекономічний журнал. — № 2. — 2019. — С. 72-76.
- Екологічна структура шкідливого ентомокомплексу агроценозів зернових злакових культур Центрального Лісостепу України // І. І. Мостов'як, О. С. Дем'янюк, М. М. Лісовий // Агроекономічний журнал. — № 2. — 2020. — С. 31-39.

## Відзнаки
- Медаль «25 років АН ВШ України».